# Juan Escutia, Chiapas
Juan Escutia är en ort i Mexiko.   Den ligger i kommunen Mapastepec och delstaten Chiapas, i den sydöstra delen av landet, 800 km sydost om huvudstaden Mexico City. Juan Escutia ligger 8 meter över havet och antalet invånare är 105.
Terrängen runt Juan Escutia är mycket platt. Runt Juan Escutia är det ganska tätbefolkat, med 56 invånare per kvadratkilometer. Närmaste större samhälle är Mapastepec, 18,2 km norr om Juan Escutia. Omgivningarna runt Juan Escutia är en mosaik av jordbruksmark och naturlig växtlighet.